# Essingesundet

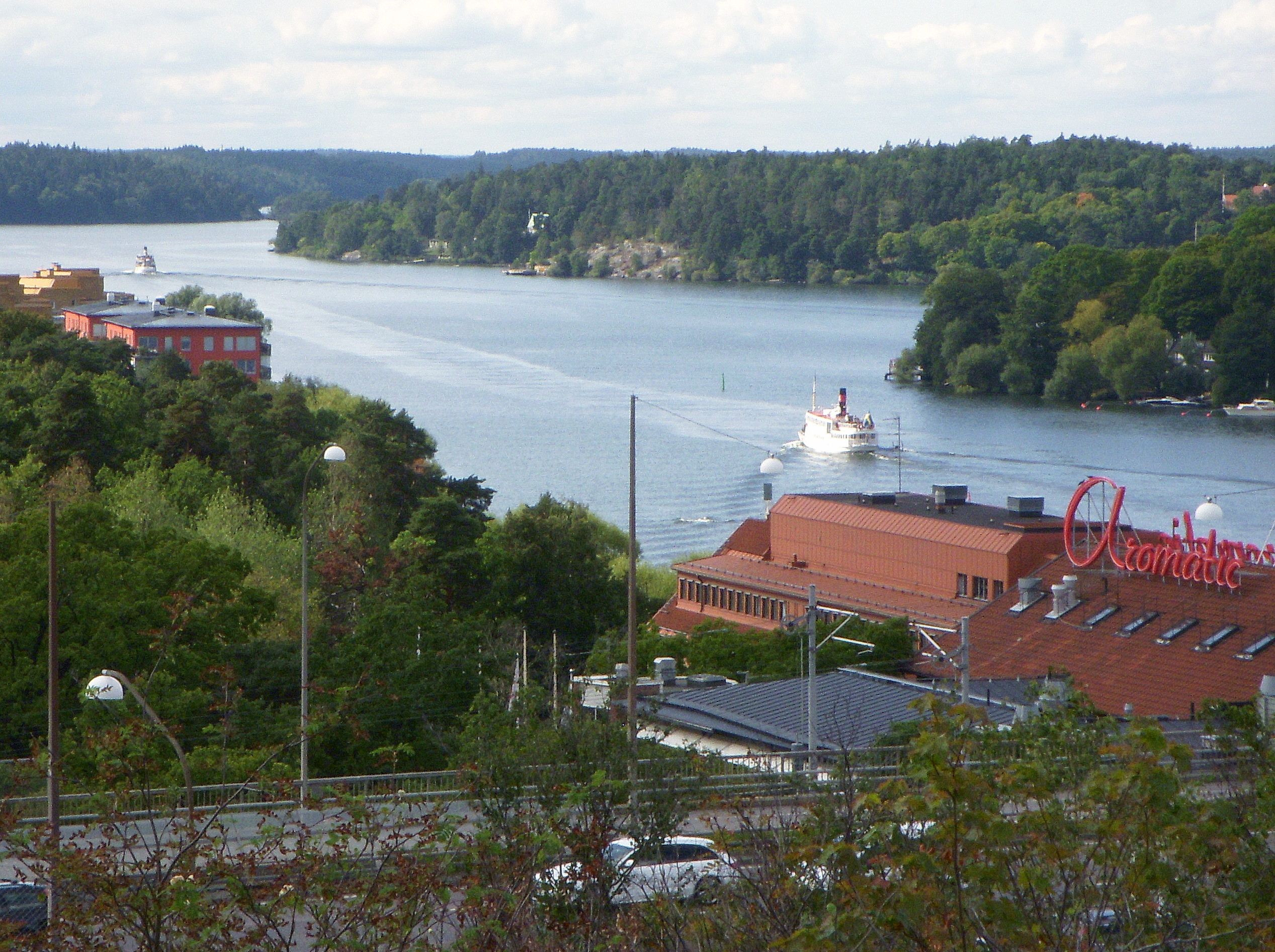
Essingesundet, vy mot väst, 2010.

Essingesundet är ett sund i östra Mälaren som ligger mellan Stora Essingen och Gröndal i Stockholms kommun. Sundet var redan på vikingatiden en viktig farled mellan Mälaren och Östersjön. Sundet är 14–17 meter djupt och överbryggas av Gröndalsbron som har en segelfri höjd av 25,2 meter.
Mot Essingesundet på Stora Essingen ligger Värdshusbryggan som bortsett från några korta avbrott varit i bruk sedan 1900-talets början. Sedan 1973 lägger Strömma Kanalbolagets fartyg till vid bryggan med bland annat M/S Prins Carl Philip på rutten till och från Drottningholms slott.